# توماس ر. مورغان
توماس ر. مورغان (بالإنجليزية: Thomas R. Morgan)‏ هو ضابط أمريكي، ولد في 6 يناير 1930 في ألينتاون في الولايات المتحدة.